# Асен Васев
Асен Димитров Васев (Хаджията) е български партизанин и офицер от БНА.

## Биография

### Произход и младежки години
Роден е на 26 ноември 1909 г. в кюстендилското село Стоб. Има завършен VI клас. Член е на БКП (т.с.) от 1932 г.
Участва в Съпротивителното движение по време на Втората световна война. Преминава в нелегалност и става партизанин и политкомисар на Дупнишкия партизански отряд „Коста Петров“ от 1 април 1943 г.

### Военна дейност
След 9 септември 1944 г. взема участие в първата фаза на войната срещу Нацистка Германия. Помощник-командир е на Трети пехотен гвардейски полк. Командир е на 39-и пехотен Солунски полк от 1947 г. През 1969 г. е повишен в звание генерал-майор от запаса.
Награждаван е с орден „За храброст“, IV степен, 2 клас.